# Orexa
Orexa település Spanyolországban, Gipuzkoa tartományban. Orexa Lizartza, Gaztelu, Berastegi, Araitz és Areso községekkel határos. Lakosainak száma 108 fő (2024).

## Népesség
A település népessége az utóbbi években az alábbiak szerint változott:
| Lakosok száma | 83   | 85   | 96   | 121  | 122  | 123  | 125  | 121  | 117  | 108  |
|               | 2001 | 2004 | 2006 | 2009 | 2011 | 2014 | 2016 | 2019 | 2021 | 2024 |